# Formel 1-VM 1954
Formel 1-VM 1954 hade nio deltävlingar som kördes under perioden 17 januari-24 oktober. Här ingick Indianapolis 500-loppet 1954 som en av deltävlingarna. Förarmästerskapet vanns av argentinaren Juan Manuel Fangio i Maserati och Mercedes-Benz.

## Vinnare
- Förare:  Juan Manuel Fangio, Argentina, Maserati & Mercedes-Benz
- Konstruktör: Officiellt mästerskap började först 1958.

## Grand Prix 1954
| Grand Prix                 | Datum       | Bana              | Vinnande förare! Vinnande stall | Vinnande tillverkare |                          |   |
| -------------------------- | ----------- | ----------------- | ------------------------------- | -------------------- | ------------------------ | - |
| Argentinas Grand Prix      | 17 januari  | Buenos Aires      | Juan Manuel Fangio              | Maserati             |                          | * |
| Indianapolis Grand Prix    | 31 maj      | Indianapolis      | Bill Vukovich                   | Howard Keck Co       | Kurtis Kraft-Offenhauser | * |
| Belgiens Grand Prix        | 20 juni     | Spa-Francorchamps | Juan Manuel Fangio              | Maserati             |                          | * |
| Frankrikes Grand Prix      | 4 juli      | Reims-Gueux       | Juan Manuel Fangio              | Mercedes-Benz        |                          | * |
| Storbritanniens Grand Prix | 17 juli     | Silverstone       | José Froilán González           | Ferrari              |                          | * |
| Tysklands Grand Prix       | 1 augusti   | Nürburgring       | Juan Manuel Fangio              | Mercedes-Benz        |                          | * |
| Schweiz Grand Prix         | 22 augusti  | Bremgarten        | Juan Manuel Fangio              | Mercedes-Benz        |                          | * |
| Italiens Grand Prix        | 5 september | Monza             | Juan Manuel Fangio              | Mercedes-Benz        |                          | * |
| Spaniens Grand Prix        | 24 oktober  | Pedralbes         | Mike Hawthorn                   | Ferrari              |                          | * |

## Grand Prix utanför VM 1954
| Grand Prix /Race             | Datum        | Bana              | Vinnande förare! Vinnande stall | Vinnande tillverkare  |                       |
| ---------------------------- | ------------ | ----------------- | ------------------------------- | --------------------- | --------------------- |
| Buenos Aires Grand Prix      | 31 januari   | Buenos Aires      | Maurice Trintignant             | Ecurie Rosier         | Ferrari               |
| Syrakusas Grand Prix         | 11 april     | Syrakusa          | Giuseppe Farina                 | Ferrari               |                       |
| Lavant Cup                   | 19 april     | Goodwood          | Reg Parnell                     | Scuderia Ambrosiana   | Ferrari               |
| Paus Grand Prix              | 19 april     | Pau               | Jean Behra                      | Gordini               |                       |
| Bordeaux' Grand Prix         | 9 maj        | Bordeaux          | José Froilán González           | Ferrari               |                       |
| International Trophy         | 15 maj       | Silverstone       | José Froilán González           | Ferrari               |                       |
| Baris Grand Prix             | 22 maj       | Bari              | José Froilán González           | Ferrari               |                       |
| Curtis Trophy                | 5 juni       | Snetterton        | Roy Salvadori                   | Gilby Engineering     | Maserati              |
| Roms Grand Prix              | 6 juni       | Castel Fusano     | Onofre Marimón                  | Maserati              |                       |
| Frontières Grand Prix        | 6 juni       | Chimay            | Prince Bira                     | Prince Bira           | Maserati              |
| BARC Formula 1 Race          | 7 juni       | Goodwood          | Reg Parnell                     | Scuderia Ambrosiana   | Ferrari               |
| Cornwall MRC Formula 1 Race  | 7 juni       | Davidstow         | John Riseley-Prichard           | John Riseley-Prichard | Connaught-Lea Francis |
| Crystal Palace Trophy        | 9 juni       | Crystal Palace    | Reg Parnell                     | Scuderia Ambrosiana   | Ferrari               |
| Rouen-les-Essarts Grand Prix | 11 juli      | Rouen-les-Essarts | Maurice Trintignant             | Ferrari               |                       |
| Caens Grand Prix             | 25 juli      | Caen              | Maurice Trintignant             | Ferrari               |                       |
| August Cup                   | 2 augusti    | Crystal Palace    | Reg Parnell                     | Scuderia Ambrosiana   | Ferrari               |
| International Gold Cup       | 7 augusti    | Oulton Park       | Stirling Moss                   | Maserati              |                       |
| Redex Trophy                 | 14 augusti   | Snetterton        | Reg Parnell                     | Scuderia Ambrosiana   | Ferrari               |
| Pescaras Grand Prix          | 15 augusti   | Pescara           | Luigi Musso                     | Maserati              |                       |
| Cadours Grand Prix           | 12 september | Cadours           | Jean Behra                      | Gordini               |                       |
| Berlins Grand Prix           | 19 september | Avus              | Karl Kling                      | Mercedes-Benz         |                       |
| Goodwood Trophy              | 25 september | Goodwood          | Stirling Moss                   | Maserati              |                       |
| Daily Telegraph Trophy       | 2 oktober    | Aintree           | Stirling Moss                   | Maserati              |                       |

## Stall, nummer och förare 1954
| Stall/Tillverkare                                      | Nummer                          | Förare                                |
| ------------------------------------------------------ | ------------------------------- | ------------------------------------- |
| A E Dean (Kuzma-Offenhauser)                           | 9                               | Jimmy Bryan, USA                      |
| BRM (Maserati)                                         | 8, 17, 18, 28, 42               | Ken Wharton, Storbritannien           |
| Bill Whitehouse (Connaught-Francis)                    | 22                              | Bill Whitehouse, USA                  |
| Bira (Maserati)                                        | 6                               | Ron Flockhart, Storbritannien         |
| Bira (Maserati)                                        | 6, 14, 18, 20, 46               | Prince Bira, Thailand                 |
| Bob Estes (Phillips-Offenhauser)                       | 7                               | Don Freeland, USA                     |
| Bob Gerard (Cooper-Bristol)                            | 29                              | Bob Gerard, Storbritannien            |
| Brown Motor Co (Schroeder-Offenhauser)                 | 74                              | Andy Linden, USA                      |
| Brown Motor Co (Schroeder-Offenhauser)                 | 74                              | Bob Scott, USA                        |
| Bruce Bromme (Bromme-Offenhauser)                      | 65                              | Spider Webb, USA                      |
| Bruce Bromme (Bromme-Offenhauser)                      | 65                              | Danny Kladis, USA                     |
| Cars Inc (Kurtis Kraft-Offenhauser)                    | 51                              | Bill Homeier, USA                     |
| Chapman S Root (Kurtis Kraft-Offenhauser)              | 19                              | Jimmy Daywalt, USA                    |
| Ecurie Ecosse (Connaught-Francis)                      | 26                              | Leslie Thorne, Storbritannien         |
| Ecurie Francorchamps (Ferrari)                         | 2, 30                           | Jacques Swaters, Belgien              |
| Ecurie Richmond (Cooper-Bristol)                       | 30                              | Eric Brandon, Storbritannien          |
| Ecurie Rosier (Ferrari & Maserati)                     | 6, 14, 20, 24, 34               | Robert Manzon, Frankrike              |
| Ecurie Rosier (Ferrari & Maserati)                     | 15, 24, 25, 26, 36              | Louis Rosier, Frankrike               |
| Ecurie Rosier (Ferrari & Maserati)                     | 26                              | Maurice Trintignant, Frankrike        |
| Ed Walsh (Kurtis Kraft-Offenhauser)                    | 1, 38                           | Jim Rathmann, USA                     |
| Ed Walsh (Kurtis Kraft-Offenhauser)                    | 1, 45                           | Sam Hanks, USA                        |
| Ed Walsh (Kurtis Kraft-Offenhauser)                    | 1, 45                           | Jimmy Davies, USA                     |
| Ed Walsh (Kurtis Kraft-Offenhauser)                    | 38                              | Pat Flaherty, USA                     |
| Ed Walsh (Kurtis Kraft-Offenhauser)                    | 45                              | Art Cross, USA                        |
| Ed Walsh (Kurtis Kraft-Offenhauser)                    | 45                              | Johnnie Parsons, USA                  |
| Ed Walsh (Kurtis Kraft-Offenhauser)                    | 45                              | Andy Linden, USA                      |
| Emmanuel de Graffenried (Maserati)                     | 22                              | Ottorino Volonterio, Schweiz          |
| Emmanuel de Graffenried (Maserati)                     | 22, 30                          | Emmanuel de Graffenried, Schweiz      |
| Emmett J Malloy (Pankratz-Offenhauser)                 | 25                              | Jimmy Reece, USA                      |
| Eugene A Casaroll (Kurtis Kraft-Offenhauser)           | 16                              | Marshall Teague, USA                  |
| Eugene A Casaroll (Kurtis Kraft-Offenhauser)           | 16                              | Jimmy Jackson, USA                    |
| Eugene A Casaroll (Kurtis Kraft-Offenhauser)           | 16                              | Tony Bettenhausen, USA                |
| Eugene A Casaroll (Kurtis Kraft-Offenhauser)           | 16, 34                          | Duane Carter, USA                     |
| Eugene A Casaroll (Kurtis Kraft-Offenhauser)           | 34                              | Troy Ruttman, USA                     |
| Federal Auto Associates (Kurtis Kraft-Offenhauser)     | 28                              | Larry Crockett, USA                   |
| Ferrari                                                | 1, 2, 6, 9, 10, 12, 20, 32, 38  | José Froilán González, Argentina      |
| Ferrari                                                | 1, 3, 6, 10, 11, 14, 22, 38, 40 | Mike Hawthorn, Storbritannien         |
| Ferrari                                                | 2, 4, 8, 10, 26, 30, 40         | Maurice Trintignant, Frankrike        |
| Ferrari                                                | 4                               | Piero Taruffi, Italien                |
| Ferrari                                                | 4, 10                           | Nino Farina, Italien                  |
| Ferrari                                                | 16, 24, 38                      | Umberto Maglioli, Italien             |
| Ferrari                                                | 24                              | Robert Manzon, Frankrike              |
| Ferrari                                                | 34                              | Alberto Ascari, Italien               |
| Francis Bardazon (Kurtis Kraft-Offenhauser)            | 17                              | Bob Sweikert, USA                     |
| Georges Berger (Gordini)                               | 30                              | Georges Berger, Belgien               |
| Gilby Engineering (Maserati)                           | 5, 44                           | Roy Salvadori, Storbritannien         |
| Giovanni de Riu (Maserati)                             | 2                               | Giovanni de Riu, Italien              |
| Gordini                                                | 9, 10, 12, 17, 18, 24, 44, 46   | Jean Behra, Frankrike                 |
| Gordini                                                | 10, 16, 28                      | Paul Frère, Belgien                   |
| Gordini                                                | 11, 12, 18, 46                  | Clemar Bucci, Argentina               |
| Gordini                                                | 12, 18, 19                      | André Pilette, Belgien                |
| Gordini                                                | 14, 42                          | Fred Wacker, USA                      |
| Gordini                                                | 20                              | Élie Bayol, Frankrike                 |
| Gordini                                                | 22                              | Roger Loyer, Frankrike                |
| Gordini                                                | 26, 48                          | Jacques Pollet, Frankrike             |
| Gould's Garage (Cooper-Bristol)                        | 28                              | Horace Gould, Storbritannien          |
| H A Chapman (Stevens-Offenhauser)                      | 27                              | Ed Elisian, USA                       |
| H A Chapman (Stevens-Offenhauser)                      | 27                              | Bob Scott, USA                        |
| H A Chapman (Nichels-Offenhauser)                      | 43                              | Johnny Thomson, USA                   |
| H A Chapman (Nichels-Offenhauser)                      | 43                              | Andy Linden, USA                      |
| H A Chapman (Nichels-Offenhauser)                      | 43                              | Bill Homeier, USA                     |
| HWM-Alta                                               | 32                              | Lance Macklin, Storbritannien         |
| Hans Klenk (Klenk-BMW)                                 | 22                              | Theo Helfrich, Tyskland               |
| Harry Schell (Maserati)                                | 3, 15, 24, 28, 48               | Harry Schell, USA                     |
| Hoosier Racing Team (Kurtis Kraft-Offenhauser)         | 5                               | Paul Russo, USA                       |
| Hoosier Racing Team (Kurtis Kraft-Offenhauser)         | 5                               | Jerry Hoyt, USA                       |
| Howard Keck Co (Kurtis Kraft-Offenhauser)              | 14                              | Bill Vukovich, USA                    |
| J C Agajanian (Kuzma-Offenhauser)                      | 98                              | Chuck Stevenson, USA                  |
| J C Agajanian (Kuzma-Offenhauser)                      | 98                              | Walt Faulkner, USA                    |
| Jack B Hinkle (Kurtis Kraft-Offenhauser)               | 2                               | Jack McGrath, USA                     |
| Jim Robbins (Stevens-Offenhauser)                      | 24                              | Cal Niday, USA                        |
| John Zink (Kurtis Kraft-Offenhauser)                   | 31                              | Gene Hartley, USA                     |
| John Zink (Kurtis Kraft-Offenhauser)                   | 31                              | Marshall Teague, USA                  |
| Jorge Daponte (Maserati)                               | 8, 34                           | Jorge Daponte, Argentina              |
| Lancia                                                 | 34                              | Alberto Ascari, Italien               |
| Lancia                                                 | 36                              | Luigi Villoresi, Italien              |
| Lee Elkins (Kurtis Kraft-Offenhauser)                  | 73                              | Mike Nazaruk, USA                     |
| Leslie Marr (Connaught-Francis)                        | 23                              | Leslie Marr, Storbritannien           |
| Maserati                                               | 2, 26                           | Juan Manuel Fangio, Argentina         |
| Maserati                                               | 4, 6, 12, 28, 33                | Onofre Marimón, Argentina             |
| Maserati                                               | 6, 14, 20                       | Luigi Musso, Italien                  |
| Maserati                                               | 7, 12, 18, 28, 30, 40           | Sergio Mantovani, Italien             |
| Maserati                                               | 8                               | Prince Bira, Thailand                 |
| Maserati                                               | 8, 28, 32                       | Stirling Moss, Storbritannien         |
| Maserati                                               | 10, 24, 30                      | Roberto Mières, Argentina             |
| Maserati                                               | 10, 31, 32                      | Alberto Ascari, Italien               |
| Maserati                                               | 14, 32, 5, 22                   | Luigi Villoresi, Italien              |
| Maserati                                               | 16                              | Paco Godia, Spanien                   |
| Maserati                                               | 26                              | Louis Rosier, Frankrike               |
| Maserati                                               | 34                              | Harry Schell, USA                     |
| Mel B Wiggers (Kurtis Kraft-Offenhauser)               | 10                              | Tony Bettenhausen, USA                |
| Mercedes-Benz                                          | 1, 2, 4, 16, 18                 | Juan Manuel Fangio, Argentina         |
| Mercedes-Benz                                          | 2, 4, 8, 14, 19, 20             | Karl Kling, Tyskland                  |
| Mercedes-Benz                                          | 6, 12, 20, 22                   | Hans Herrmann, Tyskland               |
| Mercedes-Benz                                          | 21                              | Hermann Lang, Tyskland                |
| Miklos Sperling (Kurtis Kraft-Offenhauser)             | 77                              | Fred Agabashian, USA                  |
| Moss (Maserati)                                        | 7, 16, 22                       | Stirling Moss, Storbritannien         |
| Motor Racers Inc (Kurtis Kraft-Offenhauser)            | 35                              | Pat O'Connor, USA                     |
| Murrell Belanger (Kurtis Kraft-Offenhauser)            | 99                              | Jerry Hoyt, USA                       |
| Onofre Marimón (Maserati)                              | 36                              | Carlos Menditéguy, Argentina          |
| Peter Schmidt (Kuzma-Offenhauser)                      | 88                              | Manny Ayulo, USA                      |
| Peter Whitehead (Cooper-Alta)                          | 21                              | Peter Whitehead, Storbritannien       |
| R J Chase (Cooper-Bristol)                             | 27                              | Alan Brown, Storbritannien            |
| R N Sabourin (Pawl-Offenhauser)                        | 12                              | Rodger Ward, USA                      |
| R N Sabourin (Pawl-Offenhauser)                        | 12                              | Eddie Johnson, USA                    |
| R R C Walker (Connaught-Francis)                       | 24                              | John Riseley-Prichard, Storbritannien |
| Ray Crawford (Kurtis Kraft-Offenhauser)                | 32                              | Ernie McCoy, USA                      |
| Ray T Brady (Schroeder-Offenhauser)                    | 33                              | Len Duncan, USA                       |
| Ray T Brady (Schroeder-Offenhauser)                    | 33                              | George Fonder, USA                    |
| Roberto Mières (Maserati)                              | 4, 8, 16, 24, 32                | Roberto Mières, Argentina             |
| Scuderia Ambrosiana (Ferrari)                          | 12                              | Reg Parnell, Storbritannien           |
| Sir Jeremy Boles (Connaught-Francis)                   | 25                              | Don Beauman, Storbritannien           |
| South California Muffler Co (Kurtis Kraft-Offenhauser) | 15                              | Johnnie Parsons, USA                  |
| T W & W T Martin (Kurtis Kraft-Offenhauser)            | 71                              | Frank Armi, USA                       |
| T W & W T Martin (Kurtis Kraft-Offenhauser)            | 71                              | George Fonder, USA                    |
| Vanwall                                                | 10, 20, 42                      | Peter Collins, Storbritannien         |

## Slutställning förare 1954
| Placering | Förare! Stall         | Konstruktör              | Poäng                    |       |
| --------- | --------------------- | ------------------------ | ------------------------ | ----- |
| 1         | Juan Manuel Fangio    | Maserati & Mercedes-Benz |                          | 42    |
| 2         | José Froilán González | Ferrari                  |                          | 25,14 |
| 3         | Mike Hawthorn         | Ferrari                  |                          | 24,64 |
| 4         | Maurice Trintignant   | Ecurie Rosier & Ferrari  | Ferrari                  | 17    |
| 5         | Karl Kling            | Mercedes-Benz            |                          | 12    |
| 6         | Bill Vukovich         | Howard Keck Co           | Kurtis Kraft-Offenhauser | 8     |
| 7         | Hans Herrmann         | Mercedes-Benz            |                          | 8     |
| 8         | Nino Farina           | Ferrari                  |                          | 6     |
| 9         | Luigi Musso           | Maserati                 |                          | 6     |
| 10        | Jimmy Bryan           | A E Dean                 | Kuzma-Offenhauser        | 6     |
| 11        | Roberto Mières        | Maserati                 |                          | 6     |
| 12        | Jack McGrath          | Jack B Hinkle            | Kurtis Kraft-Offenhauser | 5     |
| 13        | Onofre Marimón        | Maserati                 |                          | 4,14  |
| 14        | Stirling Moss         | Maserati                 |                          | 4,14  |
| 15        | Robert Manzon         | Ecurie Rosier            | Ferrari                  | 4     |
| 16        | Sergio Mantovani      | Maserati                 |                          | 4     |
| 17        | Prince Bira           | Bira                     | Maserati                 | 3     |
| 18        | Umberto Maglioli      | Ferrari                  |                          | 2     |
| 19        | André Pilette         | Gordini                  |                          | 2     |
| 20        | Luigi Villoresi       | Maserati                 |                          | 2     |
| 21        | Mike Nazaruk          | Lee Elkins               | Kurtis Kraft-Offenhauser | 2     |
| 22        | Élie Bayol            | Gordini                  |                          | 2     |
| 23        | Troy Ruttman          | Eugene A Casaroll        | Kurtis Kraft-Offenhauser | 1,5   |
| 24        | Duane Carter          | Eugene A Casaroll        | Kurtis Kraft-Offenhauser | 1,5   |
| 25        | Alberto Ascari        | Maserati & Lancia        |                          | 1,14  |
| 26        | Jean Behra            | Gordini                  |                          | 0,14  |

## Inofficiell slutställning konstruktörer 1954
Endast de fem bästa poängen från de nio loppen för den första bilen räknade.
| Placering | Konstruktör   | Poäng |
| --------- | ------------- | ----- |
| 1         | Mercedes-Benz | 36    |
| 2         | Ferrari       | 34    |
| 3         | Maserati      | 29    |
| 4         | Gordini       | 4     |